# Árpád-házi Szent Erzsébet Középiskola, Óvoda és Általános Iskola
Az esztergom-vízivárosi Árpád-házi Szent Erzsébet Gimnázium, Óvoda és Általános Iskola egyházi fenntartású oktatási intézmény 2001 óta. Az intézmény névadója és patrónája Árpád-házi Szent Erzsébet szellemiségéhez híven törekszik tanulói nevelésére és oktatására. Fenntartója a Szatmári Irgalmas Nővérek szerzetesrend, aminek magyarországi tartományfőnöksége az iskola szomszédságában található. Az iskola épülete helyi védelem alatt áll.

## Története
Elődjét, az Érseki Boldog Margit Leánygimnáziumot 1930-ban alapították, és ugyanabban a Kis-Duna sétányi épületben működött, ahol a Szent Erzsébet ma is található. Az államosítás után a Dobó Katalin nevet vette fel az iskola. 1989-ben vált külön a mai Dobó Katalin Gimnázium, és az Egészségügyi Szakközépiskola. Előbbi a Bánomi útra költözött, míg az egészségügyi maradt az eredeti épületben, és 1992-ben vette fel a Szent Erzsébet nevet. 2000-ben a rend tárgyalásokat kezdett Komárom-Esztergom Megyei Önkormányzattal az iskola átadásáról. A megállapodás eredményeként 2001. szeptember 1-jével kezdte meg működését az egyházi fenntartású Árpád-házi Szent Erzsébet Középiskola.
Az első éveket a régi és az új kettőssége jellemezte. A kimenő, még önkormányzati beiskolázású osztályok etikát tanultak, a lelki nevelésben nem vettek részt; az újonnan beiskolázott évfolyamokkal megkezdődött ez a feladat: a hittanoktatás, az osztálymisék, lelkigyakorlatok szervezése. Ez a kettősség a 2003/04-es tanév végéig tartott, ekkor ballagtak el az utolsó önkormányzati beiskolázású osztályok. A rend és az iskola nevelőtestülete a fenntartóváltás pillanatától dolgozott a képzési kínálat további bővítésén. Az Irgalmas nővérek a háború előtt óvodát, elemi és polgári leányiskolát, tanítóképzőt, leánygimnáziumot tartottak fenn, növendékeik létszáma megközelítette az 1100-at. Az 1929-ben megépített iskolaépület a nővérek komoly anyagi áldozata és munkája eredményeképpen épült meg, így nem véletlen, hogy az akkor tartományfőnöknő Zalán Katalin M. Luciána nővér az épület visszaigénylését és oktatási feladatokkal való megtöltését tartotta céljának. A nevelőtestület a bővülésben a régóta indítani kívánt gimnáziumi képzésre látott lehetőséget. Ez a 2002. szeptember 1-jén indított 4 osztályos leánygimnáziummal kezdődött, amit rövidesen nyelvi előkészítő évfolyam, kommunikációs szakközépiskolai csoport, 8 osztályos gimnáziumi, óvodai és általános iskolai képzés követett.
Miután az egyházi kártalanítás során a rend visszakapta az iskola épületét, belekezdtek annak teljes felújításába. 2003-ban a tetőszerkezetet javították ki, 2008-2009-ben az épület homlokzatát renoválták, valamint megkezdődött az iskola északi felén az egykor lebombázott épületrész visszaépítése.

## Történelmi jelentősége
Az épület Kis-Duna parton végigfutó része a középkori városfal mentén halad. Az iskola kör alakú tanári szobája - mely a Prímás Szigetre vezető híd mellett áll - régi bástya vonalait követi. A bástya régen az Esztergomba vezető utat védte, és Révkapunak hívták. A híd építésekor a korábbi védőmű alapjait megtalálták, de a bástyát újra nem építették. Ehelyett a jelenleg álló terem kör mivolta emlékezik meg az egykor nagy jelentőséggel bíró kapuról. 

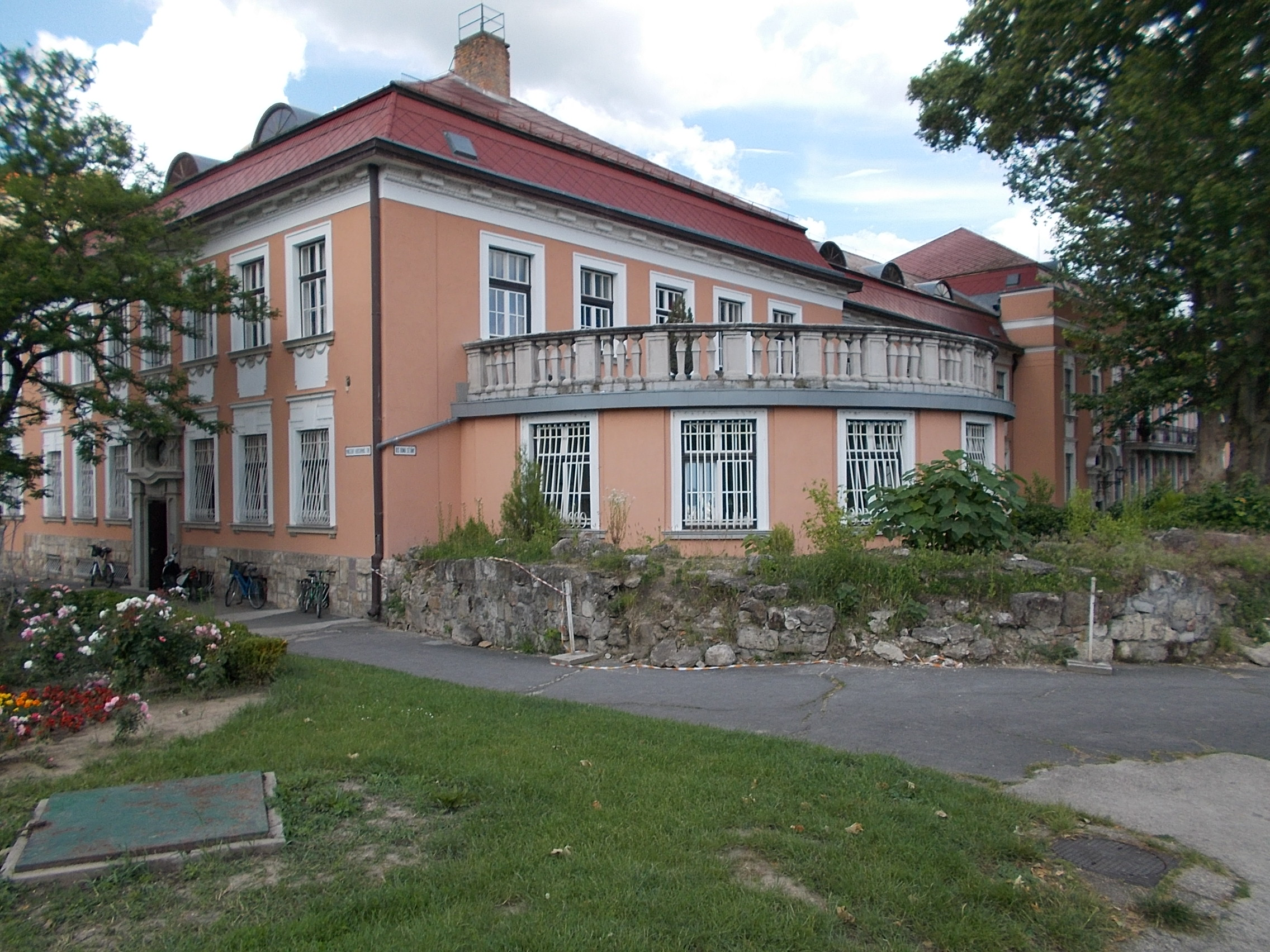
Az intézmény tanári szobája, mely az egykori Révkapu-bástya helyén áll

Ha a tanári szobától a Kis-Duna sétány irányában végighaladunk, újabb kör alaprajzú épületrészbe bukkanunk. Ez jelenleg egy 4 emeletes, toronyszerűen kimagasló építmény, melynek legalsó szintje az iskola ebédlője. Ez az ebédlő félig a járda szintje alá van építve. Érdekesség, hogy az evőhelyiség kialakítása előtt a kör alaprajzú teremben tornaszoba kapott helyet, melyet az iskola diákjai egyszerűen csak Rondellának hívtak. Ez főként azért elgondolkodtató, mert a rondella kör alakú védőművet, bástyát jelent. Az épület ezen része is a középkori falrendszer része volt, melynek alapjai ma is a föld mélyén nyugszanak.
Az iskolát 2014-ben felújították és építettek egy, a föld szintje alatt lévő tornacsarnokot. Az építkezés során további bizonyítékokat találtak, melyek egyértelműsítik az épület korábbi funkcióját. Török kori használati eszközökre és fegyverekre is bukkantak, illetve régészeti feltárásra is sor került.

## Kapcsolatok
- La Sagesse Lycee, Franciaország
- Maria Ward Gymnasium, Altötting, Németország
- Árpád-házi Szent Erzsébet Líceum, Gyimesfelsőlok, Románia

## További információ
- E-llenőrző rendszer (Elektronikus Napló)
- Az iskola tanulmányi rangsorokban elért helyezései (2012. november 16.)[halott link]